# Refrain (Lied)
Refrain ist ein Chanson, das von Émile Gardaz und Géo Voumard geschrieben und komponiert wurde. Das Stück war der schweizerische Beitrag beim ersten Eurovision Song Contest, der im Mai des Jahres 1956 in Lugano ausgetragen wurde.
Interpretiert wurde das Lied von der Sängerin Lys Assia. Refrain ist der erste Siegerbeitrag des Gesangswettbewerbes.

## Beim Eurovision Song Contest

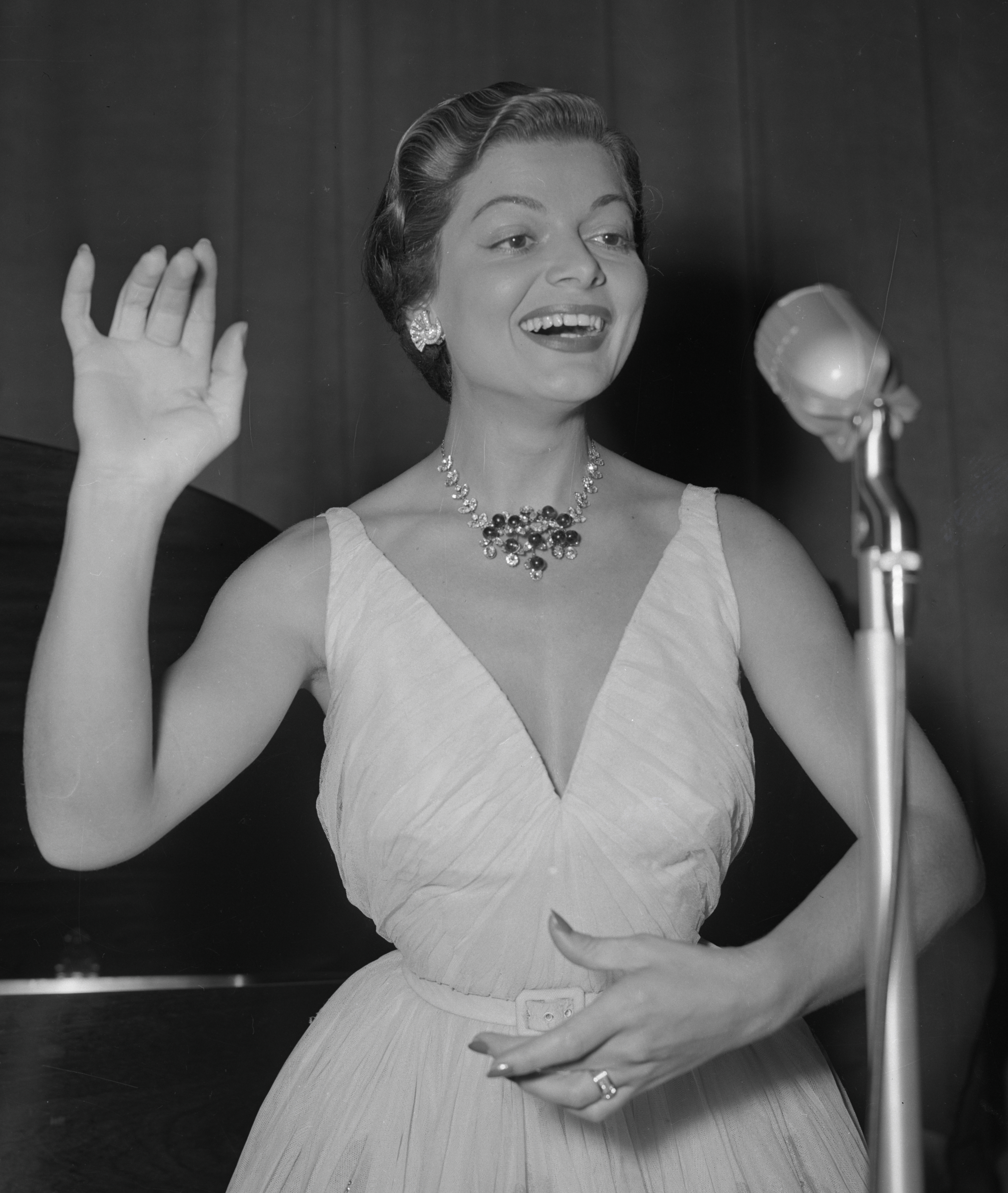
Lys Assia

Der Ausrichter der musikalischen Veranstaltung, die European Broadcasting Union (kurz EBU), erlaubte jedem Teilnehmer zwei Interpreten zu dem Wettbewerb zu entsenden. Lys Assia war neben der Sängerin Michèle Arnaud aus Luxemburg die einzige Künstlerin, die zwei Stücke bei der Veranstaltung vortrugen.
Die teilnehmenden Länder traten dabei in zwei Runden an, wobei die Spielreihenfolge in der zweiten Runde der ersten glich. Assia sang an zweiter Position zunächst das deutschsprachige Lied Das alte Karussell. Daraus folgte, dass das französische Refrain als neuntes von vierzehn Liedern aufgeführt wurde.
Refrain wurde der erste Gewinnertitel des Eurovision Song Contests. Die Gesamtergebnisse wurden nicht veröffentlicht, lediglich der Siegertitel wurde vom Jurypräsidenten Rolf Liebermann am Ende des Wettbewerbs bekannt gegeben. Die detaillierten Jurystimmen wurden nicht von der EBU aufbewahrt und gelten als verschollen. Befragungen der einzelnen Jurymitglieder, um das Votingergebnis zu rekonstruieren, blieben erfolglos. Ein Artikel der italienischen Zeitung La Stampa vom 25. Mai 1956 schrieb, dass Refrain insgesamt 102 Punkte erhalten habe, was ungefähr 72,8 Prozent der möglichen Stimmen darstellt. Diese Angabe wurde anhand einer Behauptung, dass jedes Jurymitglied jedes Lied mit einem bis zehn Punkten bewerten könne, wodurch jeder musikalische Beitrag maximal zwischen 120 und 140 a Punkte hätte erhalten können.
Stelio Molo, damaliger Generaldirektor bei SRG SSR, schrieb in einem Artikel für das italienische Magazin Settimana Radio TV, dass der Punkteabstand zwischen dem Siegerbeitrag und dem zweitplatzierten Lied lediglich zwei Punkte betrug und die Abstände zu den anderen Beiträgen kaum größer gewesen seien.
Behauptungen kamen auf, dass das Lied von mehreren Prozeduren, darunter einer geheimen Abstimmung, in der auch für das eigene Land gestimmt werden konnte, sowie davon, dass die schweizerische Jury zwei Mal abstimmen durfte, profitieren konnte. b

## Kuriosa
Bei der abschließenden Aufführung des Siegertitels am Ende des ersten Contests wurde Sängerin Assia emotional, was dazu führte, dass sie Teile des Textes vergaß und darum bat, das Lied erneut singen zu dürfen.

## Weiteres
Assia erklärte im Jahr 2011, dass sämtliche Einnahmen durch das Lied für wohltätige Zwecke gespendet wurden.
Im Jahr 2005 sang Assia Refrain im Rahmen des Fernsehformats Congratulations: 50 Years of the Eurovision Song Contest, welches zum 50-jährigen Jubiläum des Musikwettbewerbes ausgetragen und der beste Liedbeitrag in der bisherigen Geschichte des Eurovision Song Contests gekürt wurde.
Laut der Daten, die wöchentlich von Hit Parade Italia erhoben wurden und neben den wöchentlichen auch die hundert erfolgreichsten Lieder eines Jahres ermitteln, erreichte Refrain Platz 50 der Auflistung der erfolgreichsten Lieder des Jahres 1956.

### Belege
1. 1 2  Gordon Roxburgh: Songs for Europe: The United Kingdom at the Eurovision Song Contest. Vol. One: The 1950s and 1960s. Telos Publishing, Prestatyn 2012, ISBN 978-1-84583-065-6, S. 496, 96–100 (englisch).
2. ↑  Lys Assia. In: Eurovision.tv. Abgerufen am 12. Februar 2024 (englisch).
3. 1 2  Lugano 1956. In: Eurovision.tv. Abgerufen am 12. Februar 2024 (englisch).
4. 1 2  Canzoni tristi al concorso di Lugano. (PDF) In: Eurofestivalitalia.net. 25. Mai 1956, abgerufen am 12. Februar 2024 (italienisch).
5. ↑  Stelio Molo: Il premio Eurovisione 1956 per la canzone europea a Lugano: ha vinto il Refrain di marca elvetica. In: Settimana Radio TV. Nr. 23, Juli 1956 (italienisch).
6. 1 2  Jan Feddersen: Ein Lied kann eine Brücke sein. 1. Auflage. Hoffmann und Campe Verlag, Hamburg 2002, ISBN 3-455-09350-7, S. 374.
7. 1 2  Remembering Lys Assia: Twelve memorable moments. In: Eurovision.tv. 26. März 2018, abgerufen am 12. Februar 2024 (englisch).
8. ↑  Top Annuale Singoli 1956. In: Hit Parade Italia. Abgerufen am 12. Februar 2024 (italienisch).

| Vorgänger | Beitrag | Nachfolger                       |
| --------- | --- | -------------------------------- |
| —         | Schweiz beim Eurovision Song Contest 1956 Der andere schweizerische Beitrag war Das alte Karussell (Lys Assia) | L’enfant que j’étais (Lys Assia) |